# Plaxopsis trifasciata
Plaxopsis trifasciata är en stekelart som beskrevs av Szepligeti 1911. Plaxopsis trifasciata ingår i släktet Plaxopsis och familjen bracksteklar. Inga underarter finns listade i Catalogue of Life.